# Saint-Aulaye-Puymangou
Saint-Aulaye-Puymangou è un comune francese del dipartimento della Dordogna nella regione della Aquitania-Limosino-Poitou-Charentes.
È stato creato il 1º gennaio 2016 dalla fusione dei preesistenti comuni di Saint-Aulaye e Puymangou.
Il capoluogo è la località di Saint-Aulaye.